# Carl Jacob Burckhardt
Pour les articles homonymes, voir Burckhardt.
Carl Jacob Burckhardt (10 septembre 1891, Bâle - 3 mars 1974, Vinzel) est un diplomate, historien et écrivain suisse.

## Biographie
Fils de Carl Christoph Burckhardt et gendre du comte Gonzague de Reynold, il suit des études d'histoire à Bâle, Zurich, Munich et Göttingen, études marquées par l'influence d'Ernst Gagliardi et de Heinrich Wölfflin et qui se concluront par l'obtention de son doctorat en 1922 à Zurich.
Rentré dans la diplomatie, Carl Burckhardt est attaché à la légation suisse de Vienne de 1918 à 1922.
Encouragé par son ami à se consacrer à la littérature, il choisit d'accepter une mission du Comité international de la Croix-Rouge (CICR) en Asie mineure, en 1923, durant laquelle il prend part à organiser le retour des Grecs expulsés à la suite de leur défaite face a Atatürk.
Redirigé vers une carrière universitaire, il devient professeur d'histoire moderne à l'université de Zurich à la fin des années 1920, puis à l'Institut universitaire de hautes études internationales (IUHEI), nouvellement créé.
En octobre 1935, il visite pour la Croix-Rouge internationale les camps de concentration nazis de Esterwegen, Dachau et Lichtenburg. Peu critique des conditions de détention, il s’offusque simplement que les détenus politiques soient mélangés aux prisonniers de « droit commun » et aux « déviants » (homosexuels). À sa décharge, la très grande majorité des personnes internées dans les camps nazis ne sont pas des prisonniers de guerre, alors que la Convention de Genève limite le champ d'action humanitaire du CICR à ces derniers. Complaisant pour le régime, son rapport aura en revanche une influence déterminante sur la réorganisation des camps et la mise en place du système de triangles de couleurs pour distinguer les catégories de prisonniers,,.
En 1937, il devient haut-commissaire de la Société des Nations (SdN) dans la ville libre de Dantzig.

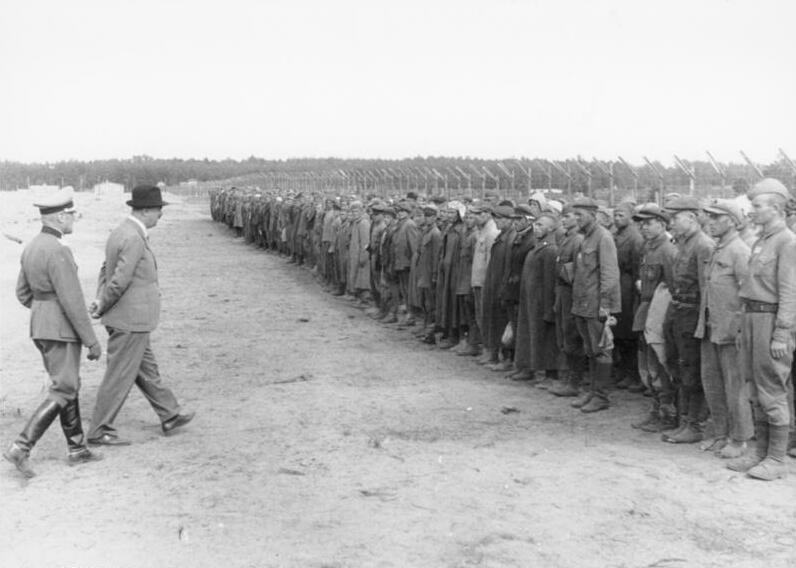
Une délégation de la Croix-Rouge internationale, emmenée par le professeur Carl Jacob Burckhardt, rend visite aux prisonniers du Stalag II-B, 9 août 1941.

Il retourne au sein du Comité international de la Croix-Rouge durant la Guerre. Durant cette période, il y assure des fonctions dirigeantes et réalise plusieurs missions en Allemagne. Il possède alors des informations précises sur l’extermination des Juifs, qu'il transmet aux autorités américaines.
En 1945, il devient le président du CICR. Sous sa direction, l'institution maintient la ligne adoptée pendant la guerre et renonce à condamner publiquement les crimes nazis. Parmi les nombreux visas humanitaires qu'elle délivre pour assurer le rapatriement des prisonniers de guerre, certains permettront la fuite de plusieurs dizaines de milliers de criminels nazis.
De 1945 à 1949, Carl Jakob Burckhardt est ministre de Suisse à Paris,. À ce titre, c'est lui qui transmet fin avril 1945 au général de Gaulle, au nom de son gouvernement, la demande du maréchal Pétain, alors en Suisse, de revenir en France. Anti-communiste notoire, il s'efforce de faire échapper le plus grand nombre d'Allemands à la zone d'influence soviétique pendant la Guerre froide.
Il reçoit le Prix de la paix des libraires allemands en 1954 et le Prix Johann Peter Hebel en 1959.

## Publications
- Der Berner Schultheiss Charles Neuhaus (1925)
- Gestalten und Mächte (1941)
- Reden und Aufzeichnungen (1952)
- Ma mission à Dantzig (1961)
- Richelieu (1970-1975)
- Gesammelte Werke (6 volumes, 1971)
- Memorabilien (1974)
- Le Souvenir de Hugo von Hofmannsthal. Lausanne : Centre de Recherches européennes, 1976
- Briefe: 1908-1974 (1986)

## Sources
- Roland Ruffieux, « Burckhardt, Carl Jacob » dans le Dictionnaire historique de la Suisse en ligne, version du 3 novembre 2004.
- J.C. Favez, Une mission impossible? Le C.I.C.R. les déportations et les camps de concentration nazis, 1988
- P. Stauffer, Carl J. Burckhardt: Zwischen Hofmannsthal und Hitler, 1991
- P. Stauffer, « Grandseigneuraler "Anti-Intellektueller" », in Intellektuelle von rechts, 1995
- P. Stauffer, Sechs furchtbare Jahre...»: auf den Spuren Carl J. Burckhardts durch den Zweiten Weltkrieg, 1998
- Notices d'autorité :   - VIAF
  - ISNI
  - BnF (données)
  - IdRef
  - LCCN
  - GND
  - Italie
  - Japon
  - CiNii
  - Espagne
  - Belgique
  - Pays-Bas
  - Pologne
  - Israël
  - NUKAT
  - Catalogne
  - Suède
  - Vatican
  - WorldCat
- Ressource relative à la vie publique :   - Documents diplomatiques suisses 1848-1975
- Ressource relative à la littérature :   - Autrices et auteurs de Suisse
- Ressource relative aux beaux-arts :   - Académie des arts de Berlin
- Ressource relative à la recherche :   - La France savante
- Ressource relative à la musique :   - Discogs
- Notices dans des dictionnaires ou encyclopédies généralistes :   - Base de données des élites suisses
  - Brockhaus
  - Deutsche Biographie
  - Dictionnaire historique de la Suisse
  - Frankfurter Personenlexikon
  - Internetowa encyklopedia PWN
  - Munzinger
  - Treccani